# シュパーブ (戦艦)
| HMS Superb,1917撮影 |                                                                    |
| 艦歴                |                                                                    |
| 発注                |                                                                    |
| 起工                | 1907年2月6日                                                       |
| 進水                | 1907年11月7日                                                      |
| 就役                | 1909年5月29日                                                      |
| 退役                | 1920年3月26日                                                      |
| その後              | 1922年12月にスクラップとして売却                                   |
| 除籍                |                                                                    |
| 性能諸元            |                                                                    |
| 排水量              | 常備：18,800トン 満載：22,600トン                                  |
| 全長                | 526 ft (160.3 m)                                                   |
| 全幅                | 82 ft 6 in (25.2 m)                                                |
| 吃水                | 31 ft 5 in (9.6 m)                                                 |
| 機関                | パーソンズ式タービン2基4軸推進、23,000hp                           |
| 最大速力            | 20.75ノット (38.43 km/h)                                           |
| 航続距離            | 10ノット 5720海里                                                  |
| 乗員                | 士官、兵員733名                                                    |
| 兵装                | 30.5cm(45口径)砲連装5基 102mm単装砲16基 457mm水中魚雷発射管単装3基 |
| 装甲                | 水線254mm、甲板102mm バーベット229mm 砲塔前楯229mm、司令塔279mm    |

シュパーブ (HMS Superb) はイギリス海軍の弩級戦艦。ベレロフォン級の2番艦、この名前の艦としては9代目。

## ベレロフォン級の概観
ドレッドノートに続く弩級戦艦の第2陣だが、ドレットノートは試作艦の色合が強く、実質初の量産級。後に副砲に発展する水雷艇反撃用の102mm砲が搭載される。ドレットノートに比べ各部がかなり改善されており艦隊将兵の評価は高かった。
次のセント・ヴィンセント級戦艦も弩級戦艦を急速に整備するため、30.5cm（12インチ）砲の砲身の長さが45口径から50口径に伸ばされた以外ほぼベレロフォン級の設計を踏襲している。
第一次世界大戦前半の改装工事で前後檣のトップ檣短縮・主砲天蓋上の102mm砲の撤去と上構への移設、前檣上部への方位盤射撃装置の装備・魚雷防御網展張装置の撤去・前後檣中段への探照灯装備等実施される。更に末期までに102mmおよび76mm高角砲の装備・前後の主砲塔上に飛行機滑走台の設置が行われる。ワシントン海軍軍縮条約により最初に破棄された弩級戦艦級である。

## 艦歴
1907年2月6日起工、1907年11月7日進水、1909年5月29日就役。
アームストロング・ホイットワースで建造され1744287ポンドの経費がかかる
本国艦隊の第1戦艦戦隊に編入される。
1914年11月10日、第4戦艦戦隊に編入。
1916年5月31日ユトランド沖海戦では第4戦艦戦隊旗艦としてAlexander. L. Duff提督の将旗を掲げ12インチ砲を54回発射し、特に損害は受けなかった。
1918年10月、東地中海艦隊に派遣、11月Gough-Calthorpe副提督の旗艦となる。
1919年4月イギリスに回航、26日Sheernessで予備役となり
1922年5月砲撃から航空攻撃の標的にされ、12月ドーバーの船舶解体会社Stanleeに売却された。

## 画像

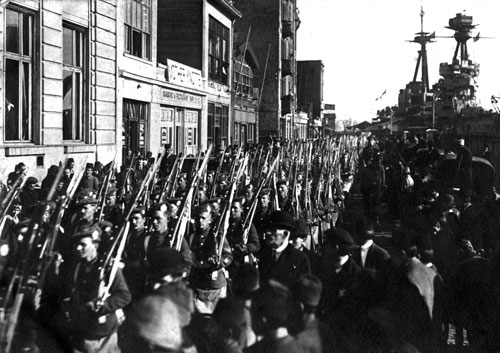
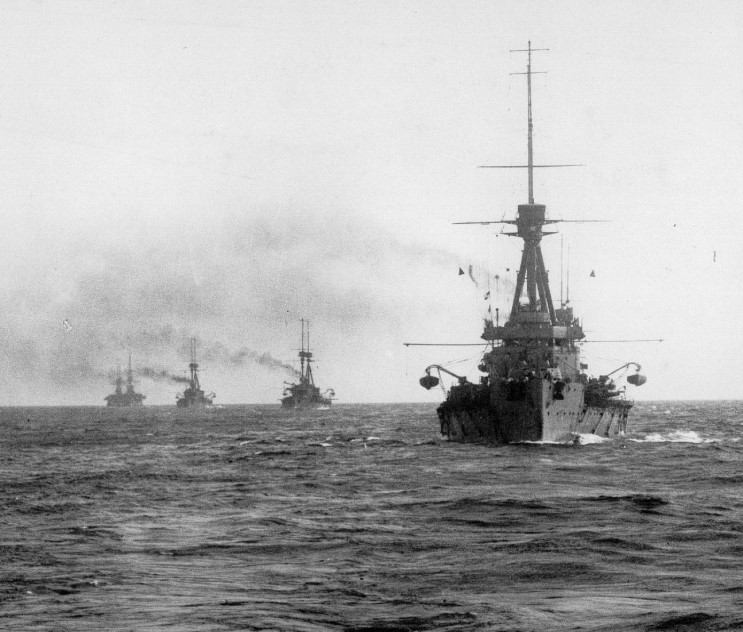
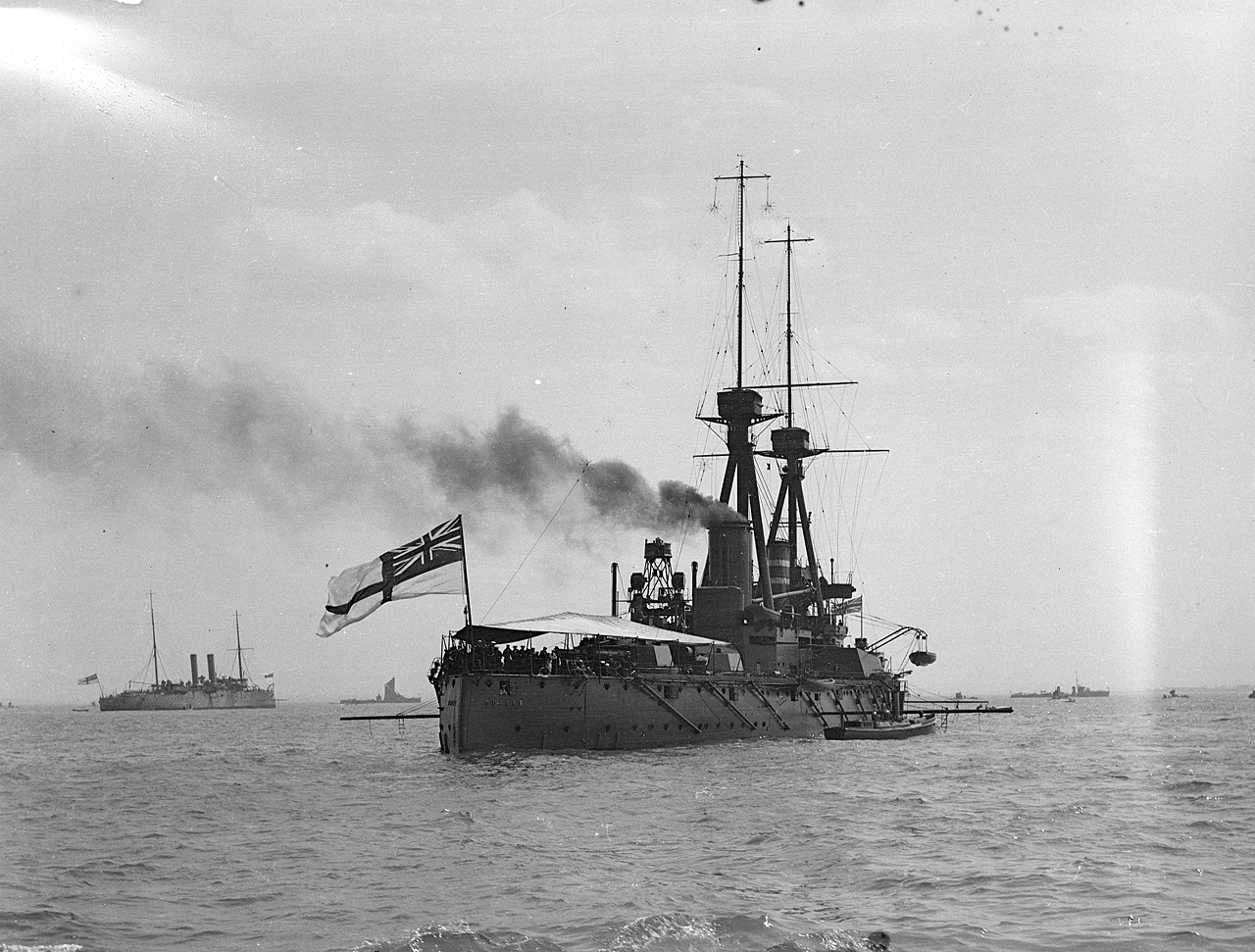